# Kim Little
Kim Little, född den 29 juni 1990 i Mintlaw, är en skotsk fotbollsspelare (mittfältare) som spelar för Arsenal och det skotska landslaget. Hon var uttagen till den landslagstrupp som spelade VM i Frankrike år 2019, landets allra första VM-turnering. Inför mästerskapet hade Little gjort 53 mål på 134 landskamper.